# Јован Зоговић
Јован Зоговић (Крушевац, 11. фебруара 2001) српски је фудбалер који тренутно наступа за Слободу из Ужица.

## Каријера
Зоговић је фудбал почео да тренира у локалној школи фудбала Дуел у Крушевцу, У свом узрасту, Зоговић је био члан екипе која је освојила првом место на државном првенству Мини макси лиге. Касније је прошао млађе категорије Напретка. Фудбалски је стасавао као офанзивно оријентисани играч, а најчешће је наступао на крилним позицијама. Као омладинац је наступао још за Трајал, пре него што је приступио београдском Раду. Са Радом је потписао свој први професионални уговор почетком октобра 2019. године. Са шест голова, колико је постигао током јесењег дела првенства, Зоговић се остварио као најбољи стрелац омладинске екипе Рада у том периоду. У сениорској конкуренцији дебитовао је на затварању јесењег дела такмичарске 2019/20. у Суперлиги Србије, када је у игру ушао уместо Милоша Шаке у 82. минуту сусрета са Партизаном.
Са првим тимом Рада, под вођством тренера Марка Мићовића, Зоговић је отпутовао на зимске припреме почетком 2020. године у Анталији. На првој пријатељској утакмици, Зоговић је био стрeлац другог поготка у победи своје екипе над саставом Витоше из Бистрице код Софије, резултатом 2 : 1. Нешто касније се вратио у омладински састав, где је на припремама у Кучеву био стрелац 5 од 6 погодака своје екипе у победи над одговарајућом селекцијом Жаркова. У стартној постави екипе Рада, Зоговић се по први пут нашао у 27. колу Суперлиге Србије, против Црвене звезде, када је његов тим поражен на домаћем терену, резултатом 5 : 0. Он је на терену био до 54, минута, после чега га је заменио Филип Касалица. До краја сезоне одиграо је укупно 5 утакмица. На првој контролној утакмици одиграној током припрема за наредну сезону, Зоговић је био стрелац јединог поготка за свој тим, у поразу од новосадског Пролетера, резултатом 3 : 1. Тренер Бранко Мирјачић га је на уводна три сусрета у такмичарској 2020/21. у игру уводио са клупе за резервне фудбалере, док га је у стартну поставу уврстио на утакмици са Вождовцем у 4. колу. У фебруару 2021. године је раскинуо уговор са Радом. Једну сезону провео је у Домжалама. Током лета 2022. вратио се у родни Крушевац и потписао за Напредак. Био је асистент за погодак Небојши Бастајићу на свом дебитантском наступу. Током сезоне је имао проблем с повредом, па је више играо током пролећног дела, углавном улазивши с клупе. Током јула 2023. је напустио Напредак и прешао у сурдулички Радник. Међутим, истог месеца је отишао из клуба. Месец дана касније приступио је српсколигашу Мешеву. Суспендован је на четири утакмице због учешћа у инциденту на сусрету преткола Купа Србије.

## Репрезентација
Почетком 2019. године, Зоговић је добио позив селектора млађе омладинске репрезентације Србије, Ивана Јевића, за турнир који је та селекција одиграла на међународном турниру Грaн Кaнaријa у Лас Палмасу на Канарским Острвима. Ту је наступио на све три утакмице, против Шпаније, Јапана, односно селекције домаћина турнира. У априлу исте године, Зоговић је наступио на пријатељској утакмици са одговарајућом селекцијом Босне и Херцеговине, заменивши на терену стрелца првог поготка за Србију, Дејана Зукића у 71. минуту игре.

## Приватно
Син је некадашњег фудбалера Борислава Зоговића.

## Статистика

### Клупска
Ажурирано 3. новембра 2023.
|                   |          |                     |    |   |   |   |   |   |   |   |    |   |  |  |
| Рад               | 2019/20. | Суперлига Србије    | 5  | 0 | — | — | — | — | — | — | 5  | 0 |  |  |
| Рад               | 2020/21. | Суперлига Србије    | 8  | 0 | 0 | 0 | — | — | — | — | 8  | 0 |  |  |
| Рад               | Укупно   | Укупно              | 13 | 0 | 0 | 0 | — | — | — | — | 13 | 0 |  |  |
|                   |          |                     |    |   |   |   |   |   |   |   |    |   |  |  |
| Домжале           | 2021/22. | Прва лига Словеније | 1  | 0 | 0 | 0 | — | — | — | — | 1  | 0 |  |  |
|                   |          |                     |    |   |   |   |   |   |   |   |    |   |  |  |
| Напредак Крушевац | 2022/23. | Суперлига Србије    | 8  | 0 | 1 | 0 | — | — | — | — | 9  | 0 |  |  |
|                   |          |                     |    |   |   |   |   |   |   |   |    |   |  |  |
| Мешево            | 2023/24. | Српска лига Исток   | —  | — | 1 | 0 | — | — | 2 | 1 | —  | — |  |  |
|                   |          |                     |    |   |   |   |   |   |   |   |    |   |  |  |
| Каријера          | Каријера | Каријера            | 22 | 0 | 2 | 0 | — | — | 2 | 1 | 26 | 1 |  |  |
|                   |          |                     |    |   |   |   |   |   |   |   |    |   |  |  |

### Утакмице у дресу репрезентације
| Репрезентација Србије у узрасту до 18 година старости | Репрезентација Србије у узрасту до 18 година старости | Репрезентација Србије у узрасту до 18 година старости | Репрезентација Србије у узрасту до 18 година старости | Репрезентација Србије у узрасту до 18 година старости | Репрезентација Србије у узрасту до 18 година старости | Репрезентација Србије у узрасту до 18 година старости | Репрезентација Србије у узрасту до 18 година старости | Репрезентација Србије у узрасту до 18 година старости | Репрезентација Србије у узрасту до 18 година старости |
| #                                                     | Датум                                                 | Такмичење                                             | Локација                                              | Домаћин                                               | Резултат                                              | Гост                                                  | Реф.                                                  |                                                       |                                                       |
| ----------------------------------------------------- | ----------------------------------------------------- | ----------------------------------------------------- | ----------------------------------------------------- | ----------------------------------------------------- | ----------------------------------------------------- | ----------------------------------------------------- | ----------------------------------------------------- | ----------------------------------------------------- | ----------------------------------------------------- |
| 1.                                                    | 5. фебруар 2019.                                      | Турнир Грaн Кaнaријa                                  | Маспаломас, Лас Палмас                                | Шпанија                                               | 3 : 1                                                 | Србија                                                | [ 32 ]                                                |                                                       |                                                       |
| 2.                                                    | 6. фебруар 2019.                                      | Турнир Грaн Кaнaријa                                  | Маспаломас, Лас Палмас                                | Јапан                                                 | 6 : 0                                                 | Србија                                                | [ 33 ]                                                |                                                       |                                                       |
| 3.                                                    | 8. фебруар 2019.                                      | Турнир Грaн Кaнaријa                                  | Маспаломас, Лас Палмас                                | Канарска Острва                                       | 1 : 3                                                 | Србија                                                | [ 34 ]                                                |                                                       |                                                       |
| 4.                                                    | 18. април 2019.                                       | Пријатељска утакмица                                  | Тренинг центар Зеница                                 | Босна и Херцеговина                                   | 1 : 2                                                 | Србија                                                | [ 36 ]                                                |                                                       |                                                       |
| 4                                                     | Укупан број утакмица и минута проведених на терену    | Укупан број утакмица и минута проведених на терену    | Укупан број утакмица и минута проведених на терену    | Укупан број утакмица и минута проведених на терену    | Укупан број утакмица и минута проведених на терену    | Укупан број утакмица и минута проведених на терену    |                                                       | [ 3 ]                                                 |                                                       |

## Трофеји и награде
Мешево
- Куп региона Јужне и источне Србије: 2024.[43]